# Alessa-Catriona Pröpster
Alessa-Catriona Pröpster (Hechingen, 4 marzo 2001) è una pistard tedesca, pluri-campionessa del mondo Juniores e medaglia d'argento nella velocità a squadre agli Europei Elite 2021.

## Palmarès

### Pista
- 2018 (Juniores)

Campionati del mondo, Velocità a squadre Junior (con Emma Götz e Lea Friedrich)
- 2019 (Juniores)

Campionati europei, Keirin Junior
Campionati europei, Velocità Junior
Campionati tedeschi, 500 metri a cronometro Junior
Campionati tedeschi, Keirin Junior
Campionati tedeschi, Velocità Junior
Campionati tedeschi, Velocità a squadre Junior (con Sophie Deringer e Katharina Albers)
Campionati del mondo, Velocità Junior
Campionati del mondo, Keirin Junior
- 2020

Campionati europei, Velocità a squadre Under-23 (con Pauline Grabosch e Lea Friedrich)
- 2021

Bahnen-Tournee Singen, Velocità
Frankfurt am Oder CL2, Velocità
Frankfurt am Oder CL2, Keirin
- 2022

Campionati europei, Velocità a squadre Under-23 (con Katharina Albers e Christina Sperlich)
Campionati europei, Velocità Under-23
Campionati europei, Keirin Under-23

## Piazzamenti

### Competizioni mondiali
- Campionati del mondo su pista

Aigle 2018 - Velocità a squadre Junior: vincitrice
Aigle 2018 - Velocità Junior: 4ª
Aigle 2018 - 500 metri a cronometro Junior: 3ª
Francoforte sull'Oder 2019 - Velocità a squadre Junior: 2ª
Francoforte sull'Oder 2019 - Velocità Junior: vincitrice
Francoforte sull'Oder 2019 - 500 metri a cronometro Junior: 2ª
Francoforte sull'Oder 2019 - Keirin Junior: vincitrice
Roubaix 2021 - 500 metri a cronometro: 8ª
Roubaix 2021 - Keirin: 21ª
St. Quentin-en-Yv. 2022 - 500 metri a cronometro: 15ª
St. Quentin-en-Yv. 2022 - Keirin: 19ª

### Competizioni europee
- Campionati europei su pista

Gand 2019 - Velocità a squadre Junior: 3ª
Gand 2019 - Velocità Junior: vincitrice
Gand 2019 - 500 metri a cronometro Junior: 2ª
Gand 2019 - Keirin Junior: vincitrice
Fiorenzuola d'Arda 2020 - Velocità a squadre Under-23: vincitrice
Fiorenzuola d'Arda 2020 - Keirin Under-23: 4ª
Apeldoorn 2021 - Velocità a squadre Under-23: 4ª
Apeldoorn 2021 - Velocità Under-23: 3ª
Apeldoorn 2021 - 500 metri a cronometro Under-23: 3ª
Apeldoorn 2021 - Keirin Under-23: 3ª
Grenchen 2021 - Velocità a squadre: 2ª
Grenchen 2021 - Velocità: 7ª
Grenchen 2021 - Keirin: 11ª
Anadia 2022 - Velocità a squadre Under-23: 4ª
Anadia 2022 - Velocità Under-23: 3ª
Anadia 2022 - 500 metri a cronometro Under-23: 3ª
Anadia 2022 - Keirin Under-23: 3ª